# Cyrtandra valviloba
Cyrtandra valviloba är en tvåhjärtbladig växtart som beskrevs av Margaret Clark Gillett. Cyrtandra valviloba ingår i släktet Cyrtandra och familjen Gesneriaceae. Inga underarter finns listade i Catalogue of Life.